# موزه ملی گاندی

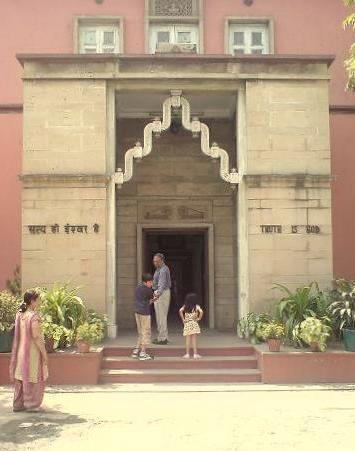
نمای جلویی موزه ملی گاندی

موزه ملی گاندی (به پنجابی: قومی گاندھی عجائب گھر) موزه‌ای است واقع در دهلی نو، هند که اصول و زندگی ماهاتما گاندی را نشان می‌دهد. موزه نخستین بار پس از گذشت زمان کوتاهی از ترور گاندی در سال ۱۹۴۸ میلادی در بمبئی گشایش یافت. موزه چندین بار تغییر مکان داد و در نهایت در دهلی نو در سال ۱۹۶۱ میلادی مستقر گشت.

## تاریخچه
ماهاتما گاندی در ۳۰ ژانویه ۱۹۴۸ ترور شد. پس از گذشت زمانی کوتاه افرادی شروع به جستجو در هند برای هر چیزی که در مورد گاندی اهمیت داشت کردند. نوشته اصلی شخصی، روزنامه‌ها و کتاب‌های مربوط به گاندی به بمبئی آورده شد. در سال ۱۹۵۱ موارد را به ساختمان‌های نزدیک کاخ کوتا در دهلی نو منتقل کردند. موزه دوباره در سال ۱۹۵۷ به یک عمارت دیگر نقل مکان کرد.

در سال ۱۹۵۹ میلادی موزه گاندی برای آخرین بار به راج گات در دهلی نو انتقال یافت. موزه در نهایت در ۱۹۶۱ میلادی در سیزدهمین سالگرد ترور مهاتما گاندی زمانی که راجندرا پراساد، رئیس‌جمهور هند شد گشایش یافت.

## کتابخانه
کتابخانه موزه دارای دو بخش یکی برای آثار گاندی و دیگری کتابخانه مطالعات عمومی است. کتب به دو بخش تقسیم می‌شوند نوشته‌هایی در مورد گاندی و کتب در مورد موضوعات دیگر. در حال حاضر بیش از ۳۵٬۰۰۰ کتاب یا اسناد در کتابخانه موزه وجود دارد. کتابخانه همچنین دارای ۲۰٬۰۰۰ نسخه از نشریه دوره‌ای به دو زبان هندی و انگلیسی از وقایع زندگی گاندی است.